# Orinta Leiputė

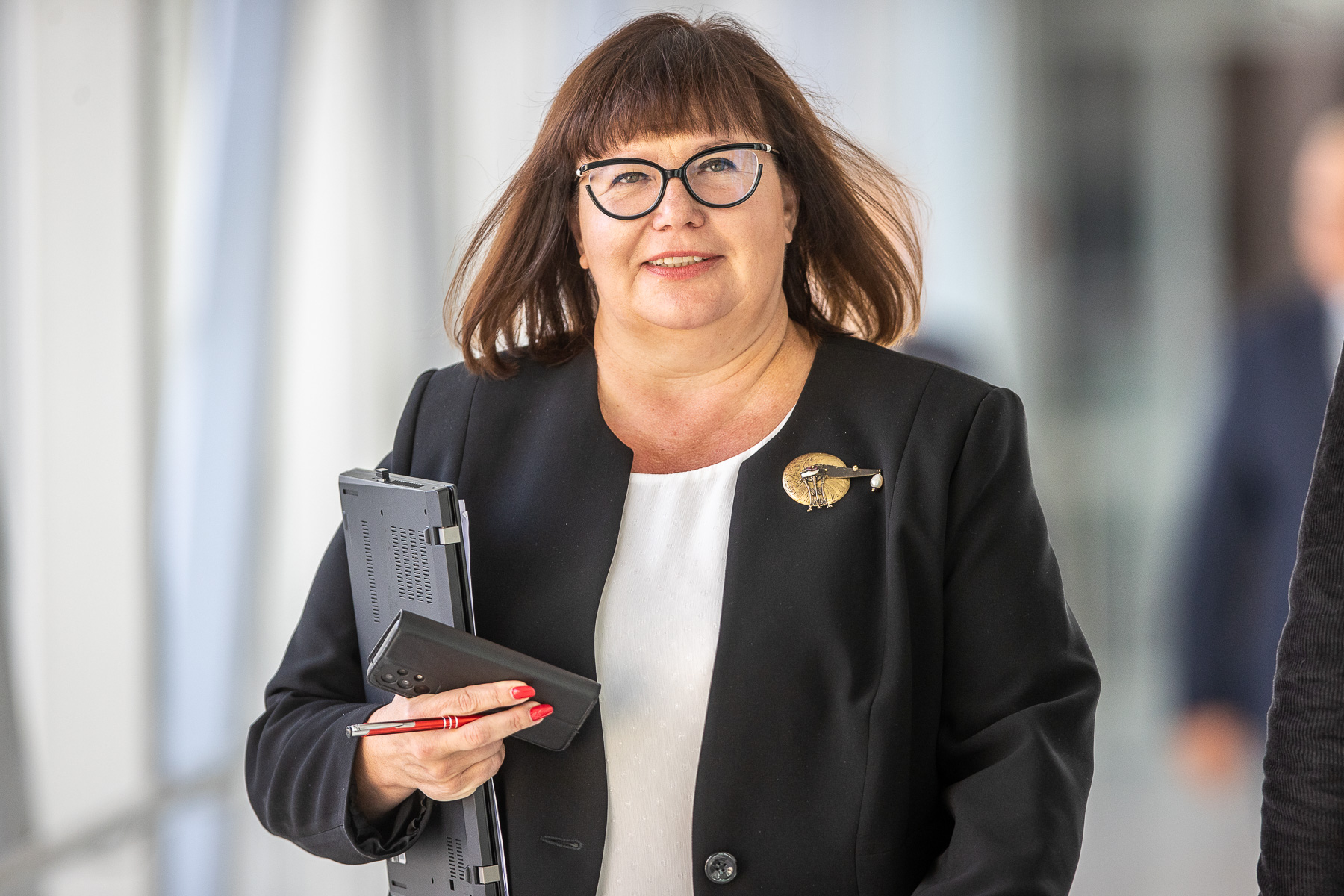
Orinta Leiputė, 2023

Orinta Leiputė (* 19. Januar 1973 in Kaunas) ist eine litauische linke Politikerin, Mitglied des Seimas, seit November 2024 Parlamentsvizepräsidentin, stellvertretende Vorsitzende der  LSDP-Partei, ehemalige Vizebürgermeisterin von Kaunas.

## Leben
Nach dem Abitur 1988 an der 42. Mittelschule Kaunas absolvierte sie 1992 das Studium der Vorschulpädagogik an der Filiale der Höheren Schule Marijampolė, 1998 das Bachelorstudium der Kinderpädagogik an der Klaipėdos universitetas und 2000 das Masterstudium der Edukologie an der Lietuvos kūno kultūros akademija. Ab 2004 studierte sie als Doktorandin im Promotionsstudium.
Ab 1991 arbeitete Orinta Leiputė als Lehrerin in Kaunas. Sie war Gehilfin von Birutė Vėsaitė. Von 2007 bis 2012 war sie Mitglied im Rat und stellv. Bürgermeisterin der Stadtgemeinde Kaunas. Von 2012 bis 2016 war sie und ist wieder seit 2020 Mitglied im Seimas. Seit dem 14. November 2024 ist sie Stellvertreterin von Saulius Skvernelis, des litauischen Parlamentspräsidenten,  im 14. Seimas. 
Orinta Leiputė ist Mitglied der Lietuvos socialdemokratų partija und der Jugendorganisation LSDJS.